# Extended Video Graphics Array
Extended Video Graphics Array, abgekürzt EVGA, ist ein Standard der Video Electronics Standards Association (VESA) von 1991, der eine Vollbildauflösung von 1024 x 768 Pixeln bei einer maximalen Wiederholrate von 70 Hz beschreibt. EVGA ist der XGA von IBM ähnlich, aber nicht mit ihr identisch.